# Italia 90: la película
Italia 90: la película, es una película costarricense de drama deportivo, estrenada en 2014, dirigida por Miguel Gómez y protagonizada por Juan Carlos Pardo, Fernando Bolaños, Daniel Ross, Ólger González, Winston Washington, Ítalo Marenco, Javier Montenegro, Boris Alonso Sosa, Andrés Camacho y Luis Montalbert-Smith, que cuenta la historia de los jugadores de la Selección de fútbol de Costa Rica que participaron en la Copa Mundial de Fútbol de Italia 1990.

## Sinopsis
La película narra, desde un punto de vista emotivo, los días previos a la partida de la Selección Nacional de fútbol de Costa Rica hacia el Mundial de Italia 90, el primero de la historia para ese país, repasando las historias particulares de los jugadores involucrados. El film es un viaje a lo interno de los jugadores, sus orígenes humildes y las vicisitudes que tuvieron que superar, como la carencia de recursos, la crítica de la prensa y la manera en que los jugadores intercalaban los entrenamientos con sus trabajos particulares, en una época cuando el fútbol costarricense era aun artesanal y semi-profesional, no preparado para competir en un evento del calibre de una Copa Mundial, para lograr la que fue la primera y hasta Brasil 2014, la mejor participación de una selección de fútbol costarricense en un mundial mayor, poniendo en alto el nombre del país.

## Trama
En algún lugar de San José, una humilde mujer lava ropa a mano: los uniformes de la Selección de fútbol de Costa Rica. Un muchacho camina por las calles de la ciudad, llevando una mochila con estos uniformes hasta el Estadio Nacional, donde ese día los costarricenses se miden contra su similar de El Salvador. El médico de la Selección le anuncia al goleador Evaristo Coronado (Luigi García) que no podrá jugar pues está lesionado. Marvin Rodríguez (Rodrigo Durán), técnico de la Nacional, da la lista de los que actuarán ese día, escogiendo a Pastor Fernández para substituir a Coronado. En Heredia, Geovanny Jara (Javier Montenegro) y su familia se preparan para observar el partido por televisión, pues Claudio (Daniel Ross), el mayor de ellos, juega de titular ese día. En el Estadio, Lorena (Beatriz Brenes), la esposa del capitán de la Selección, Róger Flores (Fernando Bolaños), esperanzada como muchos otros costarricenses, se apresta a ver el partido. Con un solitario gol de Pastor Fernández, Costa Rica vence a El Salvador y asegura la clasificación a su primer mundial de fútbol: Italia 90.
Luego de la celebración en varias partes del país, el entrenador Marvin Rodríguez se presenta en la sede de la Federación Costarricense de Fútbol, donde discute con los federativos Isaac Sasso (Mario Chacón) y Hermes Navarro (Elías Jiménez) acerca de conseguir fogueos para preparar a la Selección para el Mundial. En su casa, Róger Flores lee el periódico y le dice a su esposa que adivine contra quién se va a foguear Costa Rica. Lorena responde que contra Brasil, a lo que él se ríe, y le informa sobre la participación de Costa Rica en la Copa Marlboro. En San Ramón, Gabelo Conejo (Juan Carlos Pardo) lee el periódico y se queja con su esposa Rocío (Laura Montero) acerca de un reportaje negativo en la prensa nacional contra su desempeño como guardameta de la Selección, luego de lo cual recibe una llamada de su madre, preocupada por la noticia en el diario, ante la cual él finge no preocuparse por el artículo, y tras esto, devuelve a unos niños vecinos una pelota que cayó en el patio de su casa, a lo cual ellos le dicen que "él es muy bueno" y se marchan diciendo "yo soy Gabelo", lo que le sirve de motivación. Los seleccionados terminan entrenando en una cancha abierta de La Sabana, en medio de bromas entre Róger Flores y Juan Cayasso (Winston Washington).
En la Copa Marlboro, previo al partido contra el Guadalajara de México, Gabelo Conejo se hinca frente a su marco y hace una oración. Seguidamente, en un flashback, Gabelo recuerda la primera vez que jugó de portero siendo un niño. Sin embargo, el partido contra el Guadalajara resulta un desastre y Costa Rica cae 0-3. Tras una nueva derrota contra la URSS, los miembros de la Federación discuten sobre la destitución de Marvin Rodríguez, y Antonio Moyano Reyna (Américo Piskulich) propone contratar al técnico serbio Bora Milutinovic (Luis Montalbert). En el avión de vuelta a Costa Rica, Óscar Ramírez (Ítalo Marenco) trata de calmar a Róger Flores, quien le tiene miedo a volar, y nota que Marvin Rodríguez viene afectado por las dos derrotas en la Copa Marlboro. Finalmente, un periodista llama por teléfono a Marvin a su casa y le anuncia que ha sido destituido de su cargo como entrenador, siendo substituido por Milutinovic.
El sorteo del Mundial determina que Costa Rica no está preparada para enfrentar a sus rivales: Brasil, Suecia y Escocia. En una habitación de hotel, Bora se reúne con Moyano y Sasso para observar videos de los jugadores que piensa convocar a la Selección. Al serbio le llama la atención el joven Geovanny Jara. En una soda, Róger Flores, Evaristo Coronado, Juan Cayasso y Enrique Díaz (Kendall Wilson) comentan quienes de ellos tienen posibilidades de ser convocados, concluyendo que Flores y Coronado tienen el cupo casi asegurado, aunque Cayasso les advierte que todos deben trabajar duro si quieren ir al Mundial. Finamente, la convocatoria inicia: Róger Flores y Mauricio Montero (Ólger González) son tomados en cuenta, así como Geovanny Jara, Juan Cayasso y Gabelo. Un ansioso Claudio Jara espera su llamada, siendo uno de los últimos en ser convocados. En su casa, Enrique Díaz espera, junto a su pequeño hijo, una llamada telefónica que nunca llegará.

## Elenco
- Juan Carlos Pardo interpreta a Luis Gabelo Conejo.
- Fernando Bolaños interpreta a Róger Flores.
- Daniel Ross interpreta a Claudio Jara.
- Ólger González interpreta a Mauricio Montero.
- Winston Washington interpreta a Juan Cayasso.
- Ítalo Marenco interpreta a Óscar Ramírez.
- Javier Montenegro interpreta a Geovanny Jara.
- Boris Alonso Sossa interpreta a Germán Chavarría.
- Ándres Camacho interpreta a Alexander Guimaraes.
- Luis Montalbert-Smith interpreta a Velibor "Bora" Milutinovic.
- Abner Gabriel Camacho interpreta a Luis Gabelo Conejo niño.

## Recepción
Italia 90 fue una producción exhibida básicamente en Costa Rica y dirigida principalmente al público costarricense. En una entrevista, el director Miguel Gómez señaló que su objetivo era "empezar a rescatar nuestra historia y empezar a vernos [los costarricenses] en la pantalla". La película recurre a la nostalgia y la emoción del costarricense, además de utilizar un humor culturalmente muy marcado. El filme fue un éxito de taquilla pues logró una buena recepción por parte del público, debido principalmente a que comenzó a ser exhibida durante los días previos a la participación de la Selección de fútbol de Costa Rica en el mundial de Brasil 2014, y a que el argumento de la película toca uno de los temas más emotivos para los aficionados al fútbol en Costa Rica, donde este es el deporte de mayor arrastre: el recuerdo del primer mundial donde participó Costa Rica, venciendo a rivales teóricamente superiores y superando la primera ronda contra todas las expectativas. Con 98 700 espectadores en sus ocho semanas de presentación en cartelera, Italia 90 es el cuarto filme costarricense más visto en la historia de la producción cinematográfica nacional. El periódico El Financiero, especializado en temas económicos, detalló en un artículo cómo Italia 90 demostró que el cine costarricense puede ser rentable, cuando tradicionalmente los filmes nacionales son producciones independientes de escasos recursos producto de directores pioneros que deben enfrentarse a las grandes producciones internacionales.
Al estar basada en hechos significativos principalmente para los costarricenses, la película no tuvo gran impacto a nivel internacional. Sin embargo, se escribieron algunas reseñas en diarios internacionales, destacándose una del periódico escocés Herald Scotland (Costa Rica venció a Escocia 1-0 en el debut de ambas escuadras en Italia 90), donde señaló que la película mostraba "la derrota más humillante de Escocia en Italia 90".
La película recibió críticas generalmente positivas en el medio especializado nacional. El crítico del influyente diario La Nación, William Venegas, la catalogó de una "hábil operación comercial, pero hecha con inteligencia", y señaló del filme "su bien lograda coherencia" a la hora de hilar el relato, además de destacar que la narración "nunca pierde su acento conmovedor", con la utilización del humor como contrapunto al drama, obteniendo "secuencias muy bien logradas". Venegas también resaltó el buen accionar de todo el elenco, de la dirección de actores, y la actuación particular de Luis Montalbert-Smith, vocalista de la agrupación costarricense Gandhi, en el papel del director técnico Bora Milutinovic, y el de los actores Daniel Ross (Claudio Jara) y Ólger González (Mauricio Montero). Finalmente, entre lo positivo, destacó como un logro del director el hecho de filmar una buena película a pesar de lo reducido de su presupuesto. Entre lo negativo, Venegas señaló a la mezcla de sonido como el principal defecto de la película. En lo que se refiere al argumento, consideró simple el manejo con que los jugadores enfrentan sus propios conflictos en sus entornos familiares.
En tanto, el italiano Mario Giacomelli, crítico de cine para los programas de Teletica canal 7 (importante canal de televisión en Costa Rica), opinó que la escogencia del tema de Costa Rica en Italia 90 era "una apuesta ganadora, bien lograda a pesar de las limitaciones de presupuesto". Sin embargo, señaló que desde el punto de vista técnico, la producción "dejaba mucho que desear", porque había "graves descuidos" y "errores imperdonables de grabación", sobre todo en la mezcla de sonido. No obstante, opina que esta puesta en escena "desaliñada" está en concordancia con lo que era Costa Rica en esa época: un equipo muy limitado. En lo que se refiere al guion, Giacomelli apunta que "queda debiendo" en cuanto a la definición de los personajes y en la estructura narrativa, que considera "dispersa". Al igual que Venegas, Giacomelli califica de "notable" la interpretación de Luis Montalbert-Smith como Bora, aunque critica que no quede claro cuál fue el peso determinante del entrenador serbio en el éxito de la Selección. A pesar de todos sus defectos, considera que la cinta "deja un recuerdo agradable" y la califica con un 6 de 10.
Según el sitio IMDb, Italia 90 recibió una calificación promedio de 7.8 sobre 10, basadas en las votaciones de 37 usuarios.